# Glyphoglossus brooksii
Glyphoglossus brooksii е вид жаба от семейство Тесноусти жаби (Microhylidae).

## Разпространение
Видът е разпространен в Индонезия и Малайзия.